# 三原神社
三原神社（みはらじんじゃ）は、東京都大島町（伊豆大島）にある神社。島の中央にある火山・三原山の内輪山山頂に鎮座している。
同じ野増（のまし）地区にある大宮神社によって兼務・管理されており、御朱印もそちらで得ることができる。

## 概要
創建は不詳。元来、活火山である三原山の山上に直接社殿を建造する風習は無く、吉谷神社のように麓に遥拝所を作ったり、麓に鳥居を作る程度であったが、大正時代に三原山の内輪山中腹にコンクリート造りの社殿が建てられた。
その社殿は、1950年（昭和25年）-1951年（昭和26年）の噴火で溶岩流に埋没してしまったため、新たに内輪山山頂に移設・再建された。
1986年（昭和61年）の噴火では立地の良さに助けられて溶岩被害を免れた。
毎年6月1日に御山参り（山開き）が行なわれる。

## 祭神
- 三原大明神（三原山の神格）

## 所在地
- 東京都大島町泉津字腰之下[4]